# Ламберт, Майкл, 12-й граф Каван
Майкл Эдвард Оливер Ламберт, 12-й граф Каван (англ. Michael Edward Oliver Lambart, 12th Earl of Cavan; 29 октября 1911 — 17 ноября 1988) — англо-ирландский пэр.

## Биография
Родился 29 октября 1911 года. Единственный сын Хорэса Ламберта, 11-го графа Кавана (1878—1950), и его жены Одри Кэтлин Лодер (1883—1942), дочери подполковника Альфреда Бэзила Лодера и Энни Кэтрин Кросс. Лорд Каван получил образование в колледже Рэдли, государственной школе для мальчиков в Оксфордшире.
Участник Второй мировой войны, где упоминался в донесениях. В 1950 году он был награжден Территориальный орденом.
9 декабря 1950 года после смерти своего отца Майкл Ламберт унаследовал титулы 12-го графа Кавана (Пэрство Ирландии), 12-го виконта Килкурси в графстве Кингс (Пэрство Ирландии) и 13-го барона Ламберта в графстве Каван (Пэрство Ирландии).
Командир Шропширского йоменского полка с 1955 по 1958 год. В 1959 году он занимал пост заместителя лейтенанта графства Шропшир. В 1974 году лорд Каван получил звание почётного полковника Королевского йоменского полка Мерсии. В 1975 году он занимал должность вице-лорда-лейтенанта графства Шропшир.
10 апреля 1947 года Майкл Ламберт женился на Эссекс Люси Чамли (7 октября 1921 — 15 января 2005), дочери Генри Артура Чамли и Хелен Мэри Ригли. У супругов было три дочери:
- Леди Сара Одри Ламберт (12 июня 1948 — 26 июля 1981)[1], в 1968 году она вышла замуж за капитана Алистера Чарльза Синклера, от брака с которым у неё было двое сыновей.
- Леди Джейн Мэри Ламберт (25 октября 1949 — 17 декабря 1954)[1]
- Леди Кэтрин Люси Ламберт (2 марта 1955 — 22 декабря 2023)[1], в 1978 году она вышла замуж за Лоренцо Руиса Баннеро (развод в 1986 году), от брака с которым у неё было две дочери.

Лорд Каван скончался 17 ноября 1988 года в возрасте 77 лет. Поскольку у него не было сыновей, титул перешел от него к дальнему родственнику Роджеру Кавану Ламберту, потомку Ричарда Ламберта, 7-го графа Кавана.